# Aplosonyx semiflavus
Aplosonyx semiflavus là một loài bọ cánh cứng trong họ Chrysomelidae. Loài này được Wiedemann miêu tả khoa học năm 1819.